# Aparai (taal)
Aparai (ook Apalaí) is een inheemse taal die gesproken wordt door het gelijknamige volk. Het behoort tot de Caribische talen en wordt begin 21e eeuw door circa 450 mensen in vooral Brazilië gesproken.
Het is een agglutinerende taal met de zeldzame woordvolgorde object-werkwoord-subject.